# Daura Chasma
Il Daura Chasma è una struttura geologica della superficie di Venere.